# Géométrie moléculaire dodécaédrique
La géométrie moléculaire dodécaédrique est la géométrie des composés chimiques où huit atomes ou groupes d’atomes ou ligands sont disposés autour d’un atome central comme les sommets d’un disphénoïde adouci (également connu sous le nom de dodécaèdre trigonal). Cette forme a une symétrie D2d et est l’une des trois formes courantes pour les complexes de métaux de transition octacoordonnés, avec l’ntiprisme carré et le prisme trigonal bicapé,.
Un exemple de géométrie moléculaire dodécaédrique est l'ion Mo(CN)84−.